# Eniwetok
Eniwetok (jap.: エニウェトック環礁) je atol v Tichém oceánu (11°30′ s. š., 162°20′ v. d.). Je součástí souostroví Marshallovy ostrovy. Skládá se z více než 40 malých ostrůvků, které spolu tvoří atol Eniwetok. Leží asi 525 km severozápadně od atolu Kwajalein.

## Atol Eniwetok

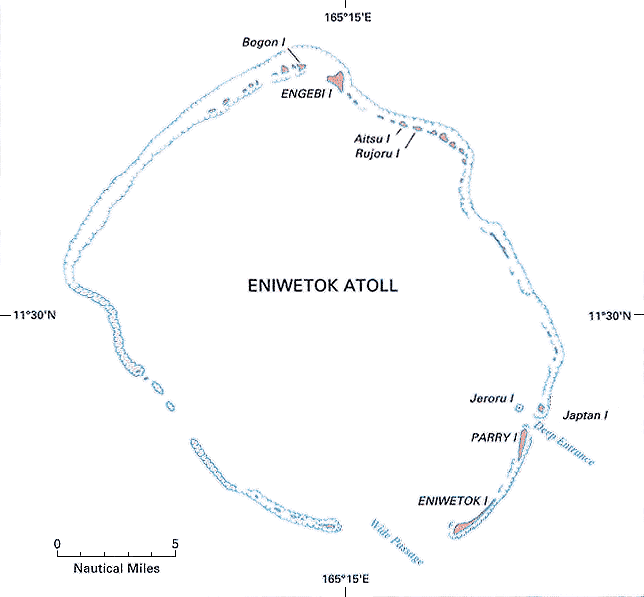
Mapa atolu

Celková rozloha všech ostrovů je asi 5,85 km². Laguna, kterou obklopují má 1 004,89 km². V současnosti žije na ostrovech asi 1 000 obyvatel. Největšími ostrovy jsou Eniwetok, Engebi (zvaný také Arthur), Parry, Muty a Igurin.
Technicky vzato byl Eniwetok původně španělskou kolonií. Pro Evropany jej objevila roku 1794 britská šalupa Walpole. V roce 1885 se stal součástí německé kolonie Marshallových ostrovů. V roce 1914 obsadili ostrovy Japonci a od roku 1920 je spravovali jako své mandátní území na základě rozhodnutí Společnosti národů.
Během 2. světové války Japonci na ostrově Engebi postavili letiště. Používali je pro letadla hlídkující v oblasti Karolín a zbytku Marshallových ostrovů. V únoru 1944 ostrovy dobyly Spojené státy.
Po válce bylo obyvatelstvo evakuováno a atol byl použit pro testování jaderných zbraní. Jaderné testy se konaly v letech 1948 až 1962. V roce 1952 se na atolu uskutečnil test první vodíkové bomby.
Lidé za na atol vrátili až v 70. letech 20. století. V roce 1977 začala americká vláda odstraňovat z atolu znečištěnou půdu a ostatní materiál a v roce 1980 prohlásila ostrov za bezpečný k bydlení. Kontaminovaný materiál byl uložen v kráteru po jaderné explozi na neobydleném ostrově Runit a překryt betonovou kopulí.

## Atomové testy

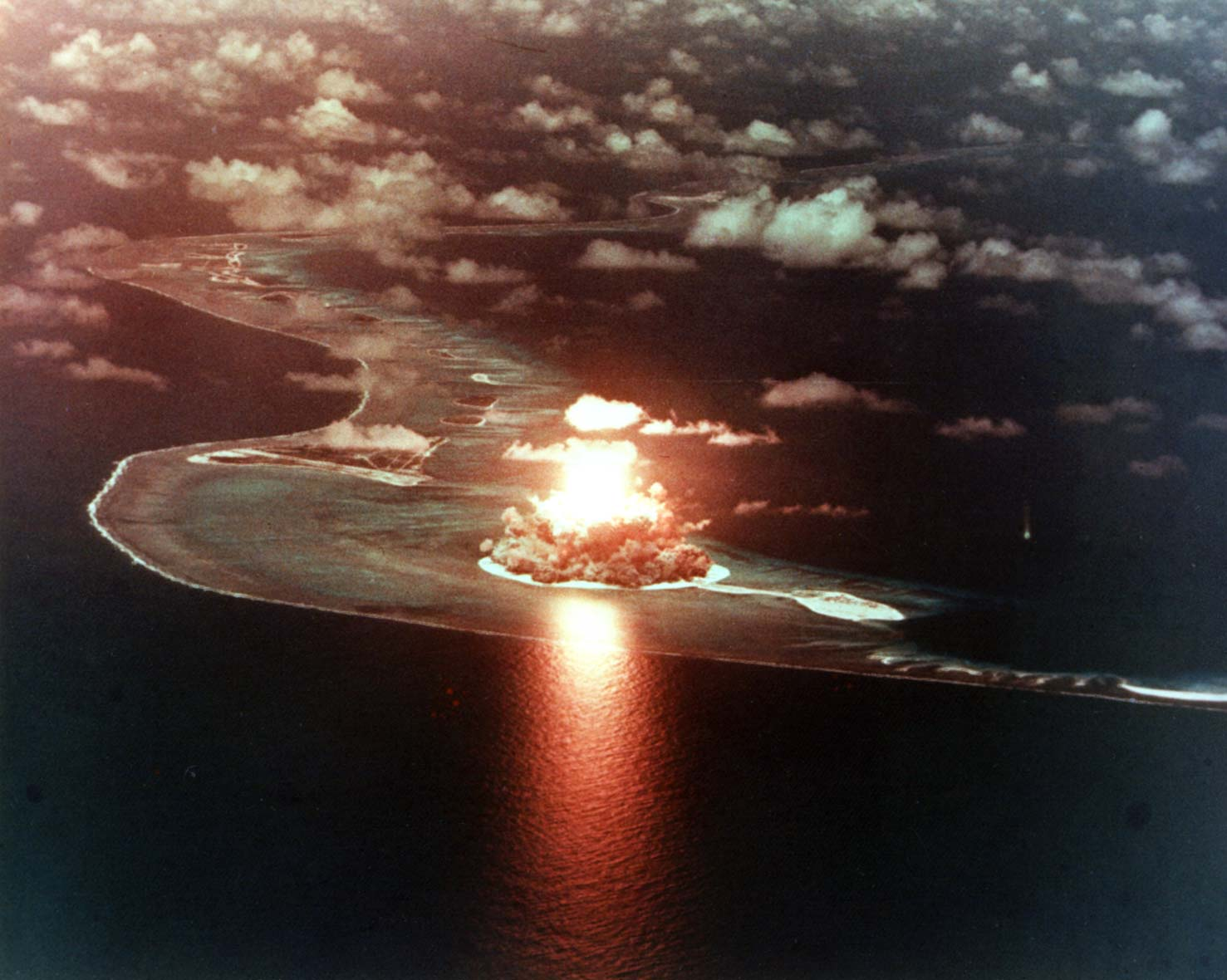
Jeden z jaderných testů na atolu

1. listopadu 1952 explodovala na atolu první vodíková bomba. Vážila 65 tun. Korálový ostrov Elugelab, na kterém se výbuch uskutečnil, zmizel pod hladinou oceánu. Na jeho místě zůstal pouze kráter hluboký 60 metrů s průměrem 2 km. Výbuch měl sílu 10 megatun TNT.
Na atolu bylo provedeno celkem 43 atomových explozí. Viz též filmové záběry tří těchto zkoušek.

## Přehled nejdůležitějších testů

### Operace Sandstone
| Bomba | Datum                       | Místo  | Síla  |
| ----- | --------------------------- | ------ | ----- |
| X-Ray | 18:17 14. duben 1948 (GMT)  | Engebi | 37 kt |
| Yoke  | 18:09 30. duben 1948 (GMT)  | Aomon  | 49 kt |
| Zebra | 18:04 14. květen 1948 (GMT) | Runit  | 18 kt |

### Operace Greenhouse
| Bomba  | Datum                       | Místo   | Síla    |
| ------ | --------------------------- | ------- | ------- |
| Dog    | 18:34 7. duben 1951 (GMT)   | Runit   | 81 kt   |
| Easy   | 18:26 20. duben 1951 (GMT)  | Engebi  | 47 kt   |
| George | 21:30 8. květen 1951 (GMT)  | Eberiru | 225 kt  |
| Item   | 18:17 24. květen 1951 (GMT) | Enjebi  | 45,5 kt |

### Operace Ivy
| Bomba | Datum                           | Místo    | Síla    |
| ----- | ------------------------------- | -------- | ------- |
| Mike  | 19:14:59.4 31. říjen 1952 (GMT) | Elugelab | 10,4 Mt |
| King  | 23:30 15. listopad 1952 (GMT)   | Runit    | 500 kt  |

### Operace Redwing
| Bomba     | Datum                         | Místo     | Síla    |
| --------- | ----------------------------- | --------- | ------- |
| Lacrosse  | 18:25 4. květen 1956 (GMT)    | Runit     | 40 kt   |
| Yuma      | 19:56 27. květen 1956 (GMT)   | Aomon     | 0,19 kt |
| Erie      | 18:15 30. květen 1956 (GMT)   | Runit     | 14,9 kt |
| Seminole  | 00:55 6. červen 1956 (GMT)    | Bogon     | 13,7 kt |
| Blackfoot | 18:26 11. červen 1956 (GMT)   | Runit     | 8 kt    |
| Kickapoo  | 23:26 13. červen 1956 (GMT)   | Aomon     | 1,49 kt |
| Osage     | 01:14 16. červen 1956 (GMT)   | Runit     | 1,7 kt  |
| Inca      | 21:26 21. červen 1956 (GMT)   | Rujoru    | 15,2 kt |
| Mohawk    | 18:06 2. červenec 1956 (GMT)  | Eberiru   | 360 kt  |
| Huron     | 18:12 21. červenec 1956 (GMT) | Off Flora | 250 kt  |

### Operace Hardtack I
| Bomba      | Datum                       | Místo           | Síla   |
| ---------- | --------------------------- | --------------- | ------ |
| Cactus     | 18:15 5. květen 1958 (GMT)  | Runit           | 18 kt  |
| Yellowwood | 2:00 26. květen 1958 (GMT)  | laguna Eniwetok | 330 kt |
| Umbrella   | 23:15 8. červen 1958 (GMT)  | laguna Eniwetok | 8 kt   |
| Oak        | 19:30 28. červen 1958 (GMT) | laguna Eniwetok | 8,9 Mt |